# PLZ-45
PLZ-45 — китайская самоходная артиллерийская установка (САУ) класса самоходных гаубиц. В некоторых источниках называется Туре 88. Разработана для экспортных поставок в начале 1990-х гг. Артиллерийская часть PLZ-45 унифицирована с китайской буксируемой гаубицей Tип 89.
Средняя стоимость PLZ-45 по контракту 2006 года для вооружённых сил Саудовской Аравии составляет $7,4 млн за единицу.

## Описание конструкции

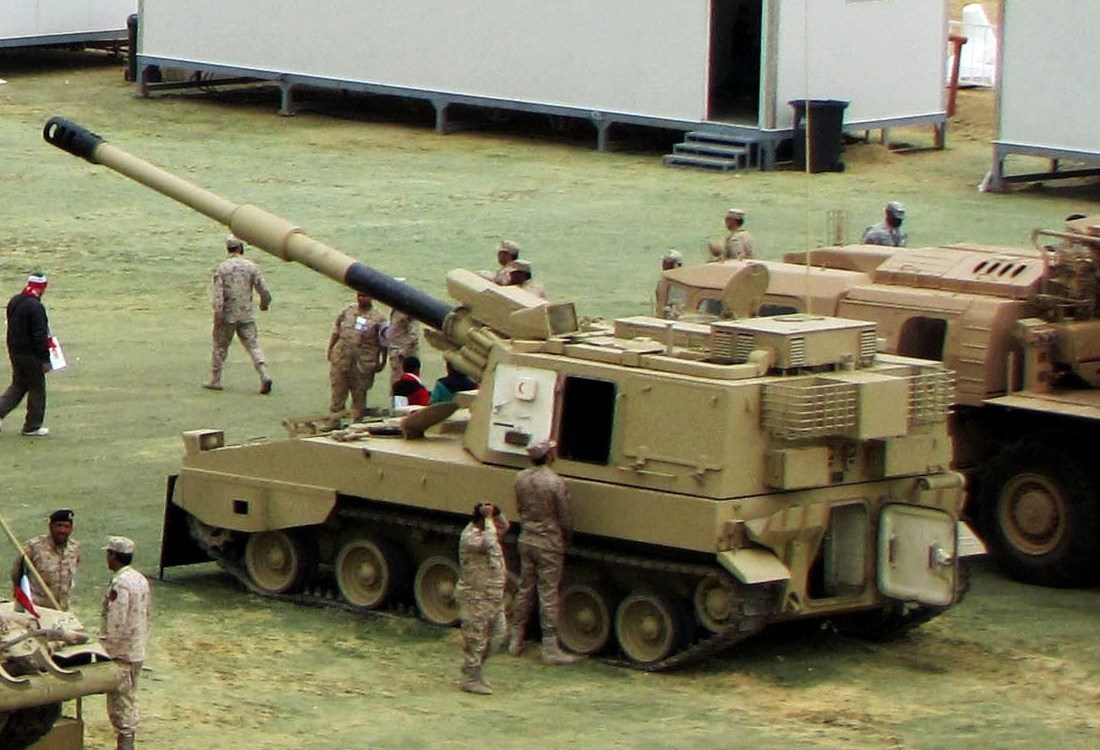
САУ PLZ-45 вооружённых сил Кувейта, 2011 год

Орудие PLZ-45 имеет длину 45 калибров и оснащено дульным тормозом. В канале ствола имеется 48 нарезов, при этом их глубина примерно в три раза больше, чем у аналогичных 155-мм западных гаубиц. Объём зарядной каморы составляет 22,95 л. Затвор поршневого типа, с полуавтоматикой, значительно облегчает заряжание гаубицы.
Основными боеприпасами являются 155-мм выстрелы раздельного заряжания, производимые китайской компанией Норинко:
- ERFB/HE — осколочно-фугасный снаряд с улучшенной аэродинамикой и ведущим пояском
- ERFB-BB/HE — осколочно-фугасный снаряд с улучшенной аэродинамикой, ведущим пояском и донным газогенератором
- ERFB-BB/RA — активно-реактивный осколочно-фугасный снаряд
- Кассетный снаряд на 72 боевых элемента
- Осветительный снаряд
- Дымовой снаряд

Также возможно использование стандартных 155-мм боеприпасов НАТО. Для высокоточной стрельбы применяется управляемый артиллерийский снаряд с лазерным наведением, скопированный с российского снаряда «Краснополь», позволяющий вести огонь на дальность 3 — 20 км.
Максимальная дальность стрельбы при использовании снаряда типа ERFB составляет 30 км, а снарядом с донным газогенератором ERFB-BB (начальная скорость 897 м/с, масса 45,54 кг) — 39 км. Минимальная дальность стрельбы составляет 5,4 км.
Рассеивания при стрельбе на максимальную дальность составляет 0,45 % по дальности и 0,007 % по направлению. Максимальная скорострельность составляет 4—5 выстрелов/мин. Постоянный темп стрельбы — 2 выстрела/мин. Также существует возможность вести не только навесной огонь, но и стрелять прямой наводкой, как обычной пушкой.

## На вооружении
- Алжир: около 54 PLZ-45, по состоянию на 2016 год [6]
- Бангладеш[источник не указан 3391 день];
- Кувейт: 51 PLZ-45, по состоянию на 2016 год [7]
- Саудовская Аравия: около 54 PLZ-45, по состоянию на 2016 год[8][9][10];